# Lysenkoïsme

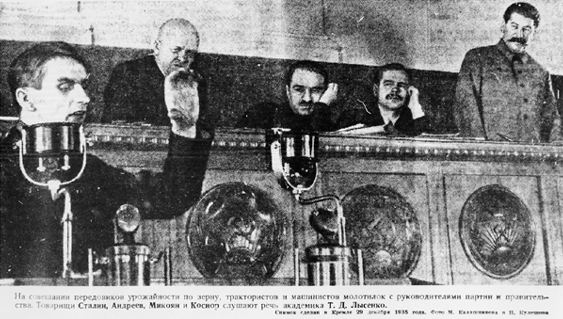
Trofim Lysenko als spreker in het Kremlin in 1935; achter hem van links naar rechts Stanislav Kosior, Anastas Mikojan, Andrej Andrejev en Jozef Stalin.

Het lysenkoïsme (Russisch: лысенковщина, lysenkovsjtsjina) was in de jaren '30  in de Sovjet-Unie een politieke campagne onder leiding van Trofim Lysenko die gericht was tegen genetica en wetenschappelijke landbouw. Lysenko verwiep natuurlijke selectie ten voordele van een soort lamarckisme. Hij verwierp ook de vermeerdering van planten door vernalisatie en enten.  Specifiek voor het regime onder Stalin was dat wetenschappers die er anders over dachten, uitgerangeerd werden. Mettertijd is de term lysenkoïsme dan ook in zwang geraakt om elke situatie aan te geven waarbij wetenschappelijke feiten of stellingen genegeerd worden voor doelen die geacht worden politiek, religieus of sociaal wenselijk te zijn.  
Meer dan 3.000 biologen werden ontslagen of naar werkkampen gestuurd. Ook in andere takken van de wetenschap werden onderzoekers uitgerangeerd, zelfs terechtgesteld, omdat ze niet voldeden aan de criteria van het historisch materialisme. Zo stierf Nikolaj Vavilov, directeur van de Lenin Al-Unie Academie van Landbouwwetenschappen, in de gevangenis. Hij was Lysenko's mentor geweest maar had diens visies later verworpen. Wetenschappelijke onderzoeksresultaten werden effectief vernietigd. Onderzoek en onderwijs in neuropsychologie, celbiologie en verschillende andere biologische disciplines werd beknot of verboden. 
Door de hongersnoden bij het begin van de jaren '30 in de Sovjet-Unie, en vooral deze in Oekraïne en Kazachstan was de kwestie van de productiviteit in de landbouw bijzonder acuut en liepen de tegenstellingen onder biologen hoog op. De discussie draaide vooral om de wetten van Mendel, die door de sovjets verworpen werden. Charles Darwin werd nog erkend als de ontdekker van evolutionaire ontwikkelingen maar aan Lysenko en gelijkgezinde wetenschappers werd een grote stap voorwaarts toegeschreven bij revolutionaire ontwikkelingen in de biologie. Lysenko vergeleek zijn tegenstanders met de boeren die zich bleven verzetten tegen de collectivisatie en stelde dat de klassieke genetici zich ook verzetten tegen het (wetenschappelijk) marxisme. 
De Amerikaanse geneticus Hermann Joseph Muller was in 1936 in Leningrad en werd om zijn proeven met fruitvliegjes aangevallen als bourgeois, kapitalist, imperialist en promotor van het fascisme. Daarom vluchtte hij terug naar Amerika via republikeins Spanje.  
Na de Tweede Wereldoorlog voerden ook andere landen van het Oostblok en China in min of meerdere mate het lysenkoïsme in als de nieuwe biologie.
Tegen het einde van 1952 begon het lysenkoïsme te tanen en werden weer kritische artikelen daarover gepubliceerd. Onder Nikita Chroesjtsjov werd het weer moeilijker. Lysenko slaagde erin enkele (vermeende) successen voor te leggen. Rond het midden van de jaren '60 waaide de 'wetenschappelijke' ban op de reguliere genetica in de Sovjet-Unie over. Intussen wordt het lysenkoïsme als pseudowetenschap bestempeld en is het bij uitbreiding ook een term voor een neiging tot eenzijdigheid in de wetenschap.

## Naslagwerken
- Graham, Loren Stalinist Ideology and the Lysenko Affair, in Science in Russia and the Soviet Union (New York: Cambridge University Press, 1993)
- Joravsky, David The Lysenko Affair (Chicago: University of Chicago Press, 1970/reprint 1986) ISBN 978-0226410319
- Soyfer, Valery N. Lysenko and the Tragedy of Soviet Science (New Brunswick, New Jersey: Rutgers University Press, 1994) ISBN 978-0813520872